# Christian Slater
Christian Slater, egentligen Christian Michael Leonard Hawkins, född 18 augusti 1969 i New York, är en amerikansk skådespelare.

## Biografi
Christian Slater gjorde sin första musikaldebut som 9-åring i "The Music Man". Han vann en MTV Movie Award 1993 för sin rollinsats i Untamed Heart. 
Han blev erbjuden att göra rollen som Eric Draven i filmen The Crow, men Slater tackade nej och rollen gick till Brandon Lee som senare av misstag dödades under inspelningen.

## Filmografi (i urval)
- 1985 – Legenden om Billie Jean
- 1986 – Rosens namn
- 1988 – Tucker - en man och hans dröm
- 1989 – Häxor, läxor och dödliga lektioner
- 1989 – På gränsen
- 1989 – Gameboy
- 1989 – Beyond the Stars
- 1990 – Young Guns II
- 1990 – Tales from the Darkside: The Movie
- 1990 – Pump Up the Volume
- 1991 – Robin Hood: Prince of Thieves
- 1991 – Star Trek VI – The Undiscovered Country
- 1991 – Mot maktens höjder
- 1992 – Fern Gully - Den sista regnskogen
- 1992 – Kuffs
- 1993 – True Romance
- 1993 – Hans vilda hjärta
- 1994 – En vampyrs bekännelse
- 1994 – Jimmy Hollywood
- 1995 – Överlagt mord
- 1996 – En bädd av rosor
- 1996 – Broken Arrow
- 1997 – Austin Powers: Hemlig internationell agent
- 1998 – Hard Rain
- 1998 – Very Bad Things
- 2000 – The Contender
- 2001 – 3000 Miles to Graceland
- 2001 – Who is Cletis Tout?
- 2001 – Zoolander
- 2002 – Windtalkers
- 2002 – Vita huset (TV-serie)
- 2003 – Dinosaur Planet (TV-serie)
- 2003 – Alias (TV-serie)
- 2004 – Churchill: The Hollywood Years
- 2005 – Alone in the Dark
- 2005 – Mindhunters
- 2006 – He Was a Quiet Man
- 2006 – Bobby
- 2006 – Hollow Man 2
- 2007 – Slipstream
- 2008 – Igor
- 2008 – Love Lies Bleeding
- 2008 – My Own Worst Enemy (TV-serie)
- 2009 – Dolans Cadillac
- 2009–2010 – The Forgotten (TV-serie)
- 2011 – Without Men
- 2012 – Playback
- 2013 – Nymphomaniac
- 2015 – Mr. Robot (TV-serie)
- 2022 – Fleishman Is in Trouble (TV-serie)
- 2023 – Chupa
- 2024 – Blink Twice
- 2025 – If I Had Legs I'd Kick You